# Oxyrhopus
Oxyrhopus es un género de serpientes de la familia Colubridae y subfamilia Dipsadinae. El género incluye 14 especies que habitan América Central y el norte de Sudamérica.

## Especies
Se reconocen las siguientes según The Reptile Database:
- Oxyrhopus clathratus Duméril, Bibron & Duméril, 1854
- Oxyrhopus doliatus Duméril, Bibron & Duméril, 1854
- Oxyrhopus erdisii (Barbour, 1913)
- Oxyrhopus fitzingeri (Tschudi, 1845)
- Oxyrhopus formosus (Wied-Neuwied, 1820)
- Oxyrhopus guibei Hoge & Romano, 1977
- Oxyrhopus leucomelas (Werner, 1916)
- Oxyrhopus marcapatae (Boulenger, 1902)
- Oxyrhopus melanogenys (Tschudi, 1845)
- Oxyrhopus occipitalis (Wied-Neuwied, 1824)
- Oxyrhopus petolarius (Linnaeus, 1758)
- Oxyrhopus rhombifer Duméril, Bibron & Duméril, 1854
- Oxyrhopus trigeminus Duméril, Bibron & Duméril, 1854
- Oxyrhopus vanidicus Lynch, 2009